# كيلاب هانز
كيلاب هانز (بالإنجليزية: Clap Hanz)، هي شركة يابانية لإنتاج وتطوير ألعاب الفيديو، تأسست سنة 1998، وتقع مقرها في مدينة يوكوهاما، حيث أشتهرت كيلاب هانز بإنتاج عدد من سلاسل ألعاب إيفيري باديز غولف.

## الموقع الخارجي
- الموقع الرسمي
 (اليابانية)